# Teafaolaj
A teafaolaj az ausztrál teafa (Melaleuca alternifolia) illóolaja. Szellemi fáradtság, megfázás, kézen és lábon előforduló körömgomba ellen rovarcsípés esetén használják, és bőrápolásra. A teafa illóolajat a teafa leveleinek és finom hajtásainak lepárlásával készítik. Körülbelül 100 kilogramm lombozatra és finom hajtásokra van szükség egy liter teafaolaj lepárlásához. A gőz desztillációval előállított aromás és fűszeres teafaolaj világos, átlátszó színű.
A VIII. Magyar Gyógyszerkönyvben Melaleucae aetheroleum    néven hivatalos.  

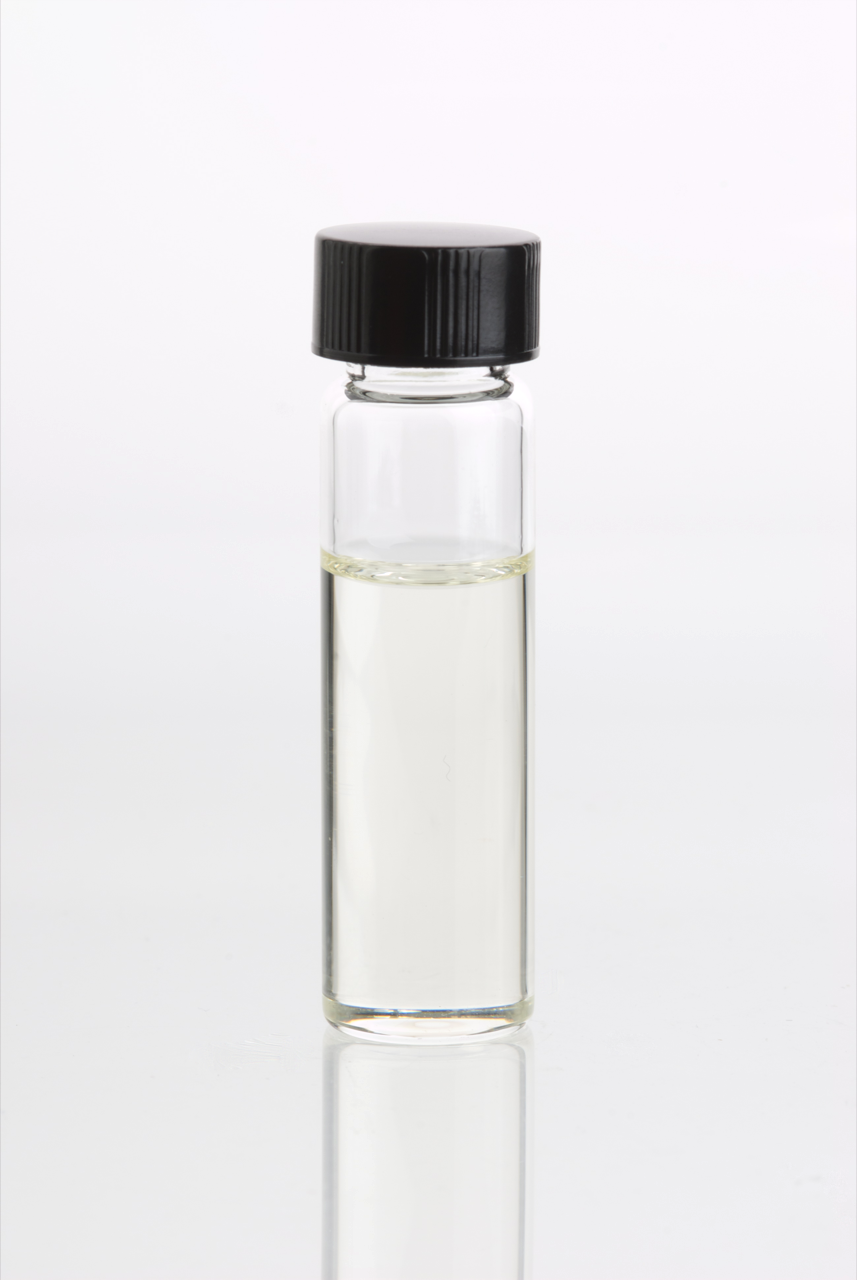

A teafaolaj Ausztráliában őshonos. Jó sebtisztító, enyhe fájdalomcsillapító,antioxidáns. A teafa illóolaj általános fertőtlenítőszer, elpusztítja nemcsak a gombákat és a baktériumokat, de még a vírusokat is.

## Összetétel
A teafaolaj fő alkotórészei:
(+)-terpinén-4-ol (kb. 40%), α-terpinén (kb. 20%), terpinolen (3-4%), terpineol (3-4%), pinén, mircén, fellandrén, p-cimén, limonén, 1,8-cineol.

## Alkalmazása
- párologtatás, inhalálás, szájöblítés, fürdő, bedörzsölés, száraz inhaláció, relaxáló aromafürdő, lábfürdő, szauna, masszázs, horzsolásra, pattanásra, rovarcsípés okozta viszketésre
- keverhető citrommal, levendulával